# Сердечный цикл
Серде́чный цикл — понятие, отражающее последовательность процессов, происходящих за одно сокращение сердца и его последующее расслабление. Каждый цикл включает в себя три большие стадии: систола предсердий, систола желудочков и диастола. Термин систола означает сокращение мышцы. Выделяют электрическую систолу — электрическую активность, которая стимулирует миокард и вызывает механическую систолу — сокращение сердечной мышцы и уменьшение сердечных камер в объёме. Термин диастола означает расслабление сердечной мышцы. Во время сердечного цикла происходит повышение и снижение давления крови, соответственно высокое давление в момент систолы желудочков называется систолическим, а низкое во время их диастолы — диастолическим.
Частота повторения сердечного цикла называется частотой сердечных сокращений, её задаёт водитель ритма сердца.

## Периоды и фазы сердечного цикла
Сводная таблица периодов и фаз сердечного цикла с примерными давлениями в камерах сердца и положением клапанов приведена внизу страницы.

### Систола желудочков
Систола желудочков — период сокращения желудочков, что позволяет протолкнуть кровь в артериальное русло.
В сокращении желудочков можно выделить несколько периодов и фаз:
- Период напряжения — характеризуется началом сокращения мышечной массы желудочков без изменения объёма крови внутри них.
  - Асинхронное сокращение — начало возбуждения миокарда желудочков, когда только отдельные волокна вовлечены. Изменения давления в желудочках хватает для закрытия предсердно-желудочковых клапанов в конце этой фазы.
  - Изоволюметрическое сокращение — вовлечен практически весь миокард желудочков, но изменения объёма крови внутри них не происходит, так как закрыты выносящие (полулунные — аортальный и лёгочный) клапаны. Термин изометрическое сокращение не совсем точен, так как в это время происходит изменение формы (ремоделирование) желудочков, натяжение хорд.
- Период изгнания — характеризуется изгнанием крови из желудочков.
  - Быстрое изгнание — период от момента открытия полулунных клапанов до достижения в полости желудочков систолического давления — за этот период выбрасывается максимальное количество крови.
  - Медленное изгнание — период, когда давление в полости желудочков начинает снижаться, но все ещё больше диастолического давления. В это время кровь из желудочков продолжает двигаться под действием сообщенной ей кинетической энергии, до момента выравнивания давления в полости желудочков и выносящих сосудов.

В состоянии спокойствия желудочек сердца взрослого человека за каждую систолу выбрасывает 50—70 мл крови (ударный, или систолический, объём). Сердечный цикл длится до 1 с, соответственно, сердце делает от 60 сокращений в минуту (частота сердечных сокращений, ЧСС). Нетрудно подсчитать, что даже в   состоянии покоя сердце перегоняет 4 л крови в минуту (минутный объём крови, МОК). Во время максимальной нагрузки ударный объём сердца тренированного человека может превышать 200 мл, пульс — превышать 200 ударов в минуту, а циркуляция крови может достигать 40 л в минуту.

### Диастола
Диастола — полное расслабление всех предсердий и желудочков. В целом характеризуется снижением давления в полости желудочков, закрытием полулунных клапанов и открытием предсердно-желудочковых клапанов с продвижением крови в желудочки.
- Диастола желудочков
  - Протодиастола — период начала расслабления миокарда с падением давления ниже, чем в выносящих сосудах, что приводит к закрытию полулунных клапанов.
  - Изоволюметрическое расслабление — аналогична фазе изоволюметрического сокращения, но с точностью до наоборот. Происходит удлинение мышечных волокон, но без изменения объёма полости желудочков. Фаза заканчивается открытием предсердно-желудочковых (митрального и трехстворчатого) клапанов.
- Период наполнения
  - Быстрое наполнение — желудочки стремительно восстанавливают свою форму в расслабленном состоянии, что значительно снижает давление в их полости и засасывает кровь из предсердий.
  - Медленное наполнение — желудочки практически полностью восстановили свою форму, кровь течет уже из-за градиента давления в полых венах, где оно выше на 2-3 мм рт. ст.

### Систола предсердий
Является завершающей фазой диастолы. При нормальной частоте сердечных сокращений вклад сокращения предсердий невелик (около 8 %), так как за относительно длинную диастолу кровь уже успевает наполнить желудочки. Однако, с увеличением частоты сокращений, в основном снижается длительность диастолы и вклад систолы предсердий в наполнение желудочков становится весьма существенным.

## Внешние проявления сердечной деятельности
Выделяются следующие группы проявлений:
- Электрические — ЭКГ, вентрикулокардиография
- Звуковые — аускультация, фонокардиография
- Механические:
  - Верхушечный толчок — пальпация, апекскардиография
  - Пульсовая волна — пальпация, сфигмография, флебография
  - Динамические эффекты —изменение центра тяжести грудной клетки в сердечном цикле — динамокардиография
  - Баллистические эффекты — сотрясание тела в момент выброса крови из сердца — баллистокардиография
  - Изменение размеров, положения и формы — УЗИ, рентгенокимография

| Период |   | Фаза                            | t, с | AV-клапаны | SL-клапаны | PПЖ, мм рт.ст.      | PЛЖ, мм рт.ст.      | Pпредсердия, мм рт.ст. |
| --- | - | ------------------------------- | ---- | ---------- | ---------- | ------------------- | ------------------- | ---------------------- |
| | 1 | Систола предсердий              | 0,1  | О          | З          | Начало ≈0 Конец 6-8 | Начало ≈0 Конец 6-8 | Начало ≈0 Конец 6-8    |
| Период напряжения | 2 | Асинхронное сокращение          | 0,05 | О→З        | З          | 6-8→9-10            | 6-8→9-10            | 6-8                    |
| Период напряжения | 3 | Изоволюметрическое сокращение   | 0,03 | З          | З→О        | 10→16               | 10→81               | 6-8→0                  |
| Период изгнания | 4 | Быстрое изгнание                | 0,12 | З          | О          | 16→30               | 81→120              | 0→-1                   |
| Период изгнания | 5 | Медленное изгнание              | 0,13 | З          | О          | 30→16               | 120→81              | ≈0                     |
| Диастола желудочков | 6 | Протодиастола                   | 0,04 | З          | О→З        | 16→14               | 81→79               | 0-+1                   |
| Диастола желудочков | 7 | Изоволюметрическое расслабление | 0,08 | З→О        | З          | 14→0                | 79→0                | ≈+1                    |
| Период наполнения | 8 | Быстрое наполнение              | 0,08 | О          | З          | ≈0                  | ≈0                  | ≈0                     |
| Период наполнения | 9 | Медленное наполнение            | 0,17 | О          | З          | ≈0                  | ≈0                  | ≈0                     |
| Данная таблица рассчитана для нормальных показателей давления в большом (120/80 мм рт.ст) и малом (30/15 мм рт.ст.) кругах кровообращения, длительности цикла 0,8 с. Принятые сокращения: t — продолжительность фазы, AV-клапаны — положение атриовентрикулярных (предсердно-желудочковых: митрального и трехстворчатого) клапанов, SL-клапаны — положение полулунных клапанов (расположенных на трактах изгнания: аортального и лёгочного), PПЖ — давление в правом желудочке, PЛЖ — давление в левом желудочке, Pпредсердия — давления в предсердиях (объединены, вследствие незначительной разницы), О — открытое положение клапана, З — закрытое положение клапана. |   |                                 |      |            |            |                     |                     |                        |